# سينالكول
سينالكول رواية للروائي اللبناني إلياس خوري. صدرت الرواية لأوّل مرة عام 2012 عن دار الآداب للنشر والتوزيع في بيروت. ودخلت في القائمة الطويلة للجائزة العالمية للرواية العربية لعام 2013، المعروفة باسم «جائزة بوكر العربية».

## حول الرواية
يروي الكاتب اللبناني «إلياس خوري» في هذه الرواية حكاية تعد تصويرًا شفافًا للمجتمع اللبناني بمختلف طبقاته إبّان الحرب الأهلية اللبنانية التي تأخذ حيزا من التشخيص يجعلها أحد أبطال وشخصيات هذه الرواية. هناك محور وهو عائلة الصيدلي «نصري الشماس» وولداه «كريم» و«نسيم» ولكن هناك عدد كبير جدًا من الشخصيات والأحداث الجانبية التي تدخل في سياق السرد. يعبر الكاتب عن ضياع الفرد والقيّم في أتون الحرب. وكل المشاريع التي تحلم بها الشخصيات والبطل كريم تبوء بالفشل، وينتهي أصحابها بالهروب إلى فرنسا، الهروب الذي لا يمكنه محو ذاكرة المجتمع بكل مآسيه.